# عملية كاستنر

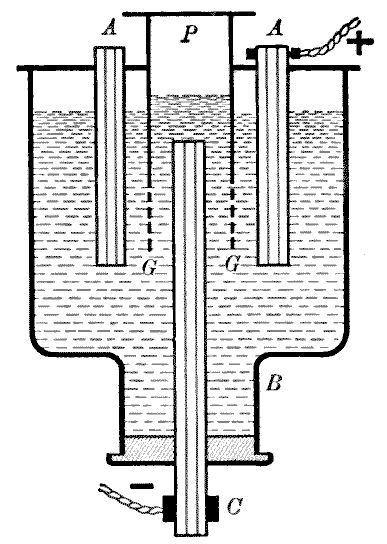
مخطط جهاز عملية كاستنر

عملية كاستنر هي عملية كيميائية كانت تستخدم في الماضي لإنتاج فلز الصوديوم بإجراء التحليل الكهربائي لمصهور هيدروكسيد الصوديوم عند درجات حرارة حوالي 330 °س تقريباً.
تنسب هذه العملية إلى مكتشفها الصناعي هاميلتون كاستنر Hamilton Castner سنة 1888. في ذلك الوقت كانت هذه العملية ضرورية للحصول على الصوديوم من أجل استخدامه كمختزل لإنتاج الألومنيوم، وذلك قبل تطوير عملية هول-هيرو.
كانت هذه العملية ذات كلفة أقل من عملية ديفيل، التي اعتمدت على اختزال كربونات الصوديوم عند درجات حرارة مرتفعة باستخدام الكربون. إلا أنها على الرغم من ذلك، لم تقدر على منافسة عملية هول-هيرو، وتضاءل استخدامها تدريجياً إلى أن توقف العمل بها سنة 1926 بتطوير خلايا داونز.

## اقرأ أيضاً
- عملية ديفيل
- عملية هول-هيرو
- عملية أندروسوف